# 斯佩耳特小麦
斯佩耳特小麦（學名：Triticum spelta）是一種小麥。它在青铜时代到中世纪时的部分欧洲地区都是重要的农产品。如今在中欧仍有种植，作为一种健康食品重新在市场中出现。

## 演化史
斯佩耳特小麥是六倍體，其中兩套染色體源自節節麥，其餘四套源自已馴化的四倍體二粒小麥的某個栽培種。
普通小麥的染色體組成和斯佩耳特小麥相同，且兩者可雜交，因此有些人視兩者為同一物種的不同亞種。然而目前尚不確定兩者間的演化關係。

## 使用
人類在西元前5000年就開始種植。由於其含有中等份量的麩質，因此適合焗烤。
在德国，為了避免遇到天候不佳造成損失，有時會在斯佩耳特小麦半成熟時就先採收晒，稱為綠穀。因為綠穀的味道不錯，有些農人會固定將一部份的斯佩耳特小麦提前收成為綠穀。

## 营养

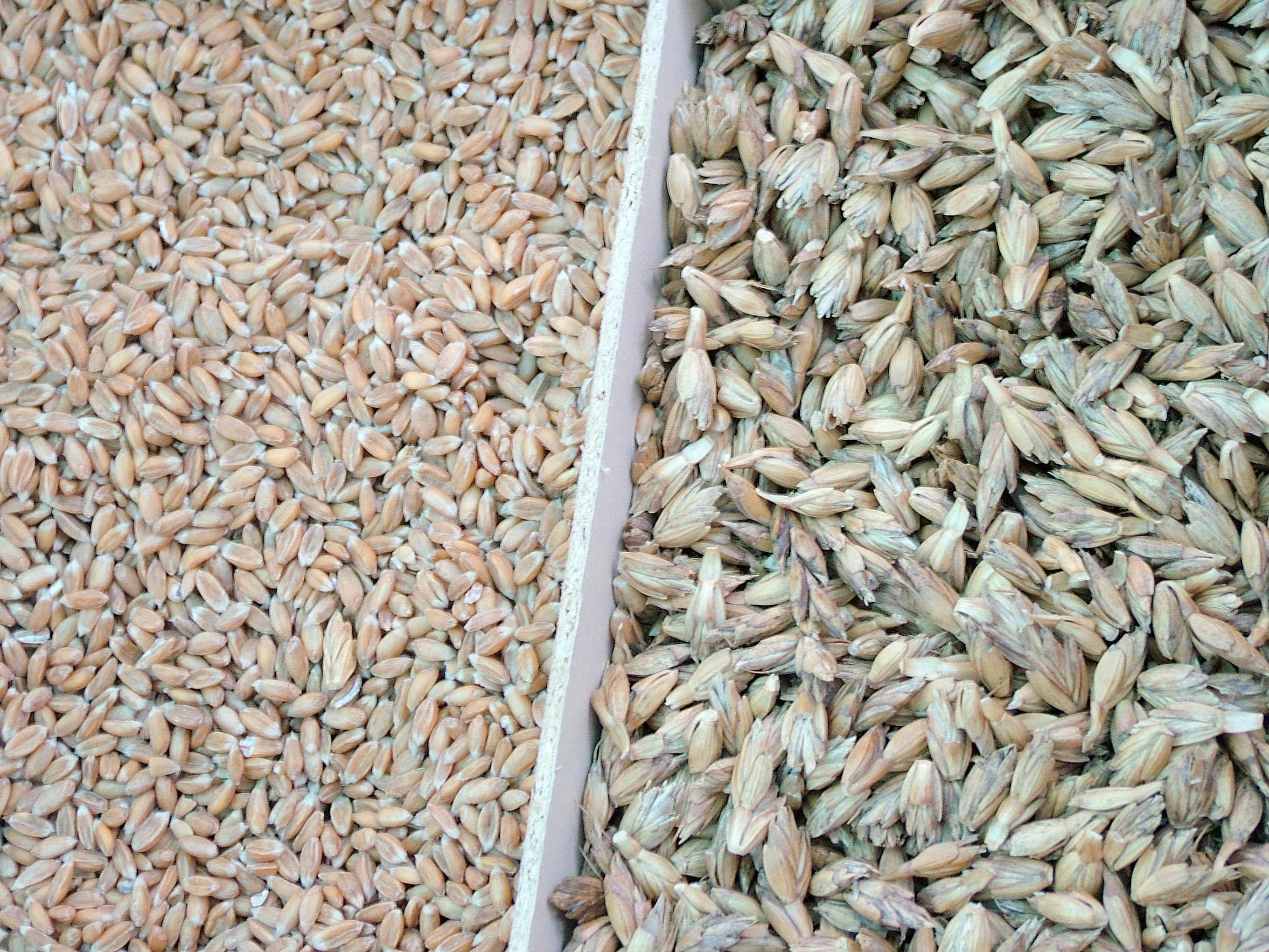
Spelt

斯佩耳特小麦含有大约57.9%的碳水化合物（不包括9.2%纤维素），17.0%蛋白质和3.0%的脂肪，以及食用矿物质和维生素。
斯佩耳特小麦与常见的小麦是近亲，因此不适合乳糜泻的人群食用。 然而一些对小麦过敏的人却可以食用斯佩耳特小麦。